# Януш Пиянка
Пиянка Януш (пол. Junusz Pijanka нар. 26 травня 1959 Серадз) — польський письменник, журналіст, мандрівник, волонтер, художник, член міжнародної організації Amnesty International. Вільно володіє українською, французькою та російською мовами.

## Життєпис
Має середню освіту. Закінчив технікум, за фахом слюсар. Працював шофером, будівником, тримав овочевий магазин у Польщі.

### Захоплення
Займається скульптурою, різьбою по дереву.
Більше 40 років захоплюється культурою американських індіанців. У рідному селі Клонова на своїй земельній ділянці збудував індіанську хатинку. Проводить індіанські фести.

### Творчий доробок
Написав 33 книжки, опубліковані 2: «Мати тебе не кохала» — (збірка віршів), «Я не умів жити».
Написав більше 500 картин, виставлявся у Польщі і Франції.
Працює позаштатним журналістом різних країн Європи: Польща, Франція, Німеччина, Україна.

### Громадська робота, бізнес
У Польщі та Франції засновував будівельні фірми.
Працював волонтером на Донбасі, де за його словами, ледь не потрапив у полон. У 2013 у вересні в Польщі влаштував акцію протесту проти руйнації 200-річної історичної будівлі, прикувавши себе до даху будинку, за що потрапив до поліції, про це освячувалося у газетах «NAD WARTA» та «Dziennik» від 29 вересня 2013, будинок потім все ж зруйнували.

### Особисте життя
Був тричі одружений, від різних жінок 5 дітей. Остання жінка із міста Охтирка. Розлучений. Постійно мешкає в околиці Парижа.